# International Mathematics Research Notices
International Mathematics Research Notices (IMRN) — рецензируемый математический журнал.
Журнал печатает статьи по всем направлениям математики.
Одним из приоритетов редакции является быстрая обработка статей.
Первоначально печатался издательствами Дьюкского университета и Hindawi, но сейчас издательством издательством Оксфордского университета.

## Показатели
Индекс цитируемости MCQ на 2021 год составил 1,26 при среднем 0,48.
Импакт-фактор журнала за 2018 год составил 1,452, что ставит его на 40-е место из 317 журналов в категории Математика.
Согласно SCImago Journal & Country Rank, журнал занимает 48-е место среди более чем 371 международных журналов в области математики.
Индексируется в MathSciNet и Scopus.
1. 1 2 3  The ISSN portal (англ.) — Paris: ISSN International Centre, 2005. — ISSN 1073-7928